# Cesira Ferrani
Cesira Ferrani (Torí, 8 de maig de 1863 - Pollone, 4 de maig de 1943) fou una soprano italiana, sobretot coneguda per participar en l'estrena de dos dels papers més icònics de la història de l'òpera, el 1986 amb Mimì a La bohème Giacomo Puccini i el 1893 amb el paper principal de Manon Lescaut també de Puccini. Ferrani va cantar un ampli repertori que abasta no només l'òpera verista, sinó també les obres de compositors com Verdi, Gounod, Wagner i Debussy.

## Biografia
Nascuda Cesira Zanazzio, Ferrani estudià amb Antonietta Fricci a Torí abans de fer el seu debut professional el 1887, com a Micaela a l'òpera Carmen de Bizet al Teatro Regio de Torí. Aquest mateix any va cantar Gilda de Rigoletto de Verdi i Marguerite en el Faust de Gounod al mateix teatre. Durant els següents quatre anys, va aparèixer en nombroses produccions a Catània, Gènova i Venècia. També va cantar en diverses produccions a França. El 1892 es va presentar al Teatre Carlo Felice de Gènova com Amelia a Simon Boccanegra de Verdi i el paper protagonista de Lorelei de Catalani dirigida per Arturo Toscanini.
L'1 de febrer de 1893, Ferrani va cantar el paper principal en l'estrena mundial de Manon Lescaut de Puccini al Teatro Regio de Torí. Era la primera de moltes que havia de cantar alo costat de Giuseppe Cremonini, que va interpretar el paper de Chevalier des Grieux. El 1894 Ferrani i Cremonini van reprendre els seus papers a l'estrena de Manon Lescaut a la Scala i van cantar cara a cara en l'estrena mundial d'Il fior d'Alpe d'Alberto Franchetti com Maria i Paolo. Ferrani més tard va tornar a interpretar el paper de Manon en produccions al Teatre Colón de Buenos Aires i ciutats de tot Itàlia.
El 1895 va cantar el paper de Suzel a L'amico Fritz a l'Opéra de Montecarlo, i va crear el paper protagonista en l'estrena mundial de Consuelo de Giacomo Orefice al Teatre Comunale di Bologna. A l'any següent, va interpretar el paper de Mimì en l'estrena de La bohème de Puccini a Torí (1896). L'endemà de l'exitosa estrena de La bohème, on l'elenc va rebre haver de sortir 15 vegades a saludar, Puccini li va donar a Ferrani la seva fotografia amb la dedicatòria:
| « | Per la meva veritable i esplèndida Mimì, signorina Cesira Ferrani, amb gratitud, G. Puccini" | » |

Després de l'èxit de La bohème, Ferrani es va embarcar en gires per Rússia i Espanya, i va aparèixer en produccions al Caire i Lisboa a més de seguir actuant per tot Itàlia. El 1901 Ferrani va cantar en l'estrena mundial de Le maschere de Mascagni al Teatre Carlo Felice de Gènova.
El 1908 va cantar a La Scala Mélisande a la primera actuació de Milà de Pelléas et Mélisande amb Toscanini en la direcció. Altres papers que va interpretar inclouen Julieta de Romeu i Julieta, Fanny a Sapho, Charlotte de Werther, Amelia de Simon Boccanegra, Elisabeth a Tannhäuser, i Elsa i Eva a Die Meistersinger, entre d'altres. La seva última aparició va ser el 1909 com a Mélisande.
La temporada 1902-1903 va actuar al Gran Teatre del Liceu de Barcelona